# Bibliografia sobre mitologia celta
Aquesta bibliografia sobre la mitologia celta recull obres literàries i publicacions diverses centrades en l'estudi i divulgació de tot allò relacionat amb la mitologia celta. Se n'ha deixat fora tot allò referit a la Matèria de Bretanya (per tant, tot el mite d'Artús i la Taula Rodona), perquè ja està documentat extensament a la Llista de llibres sobre el rei Artús.

## En francès

### Divulgació
- Bouchet, Paul; Bouchet, René; Bouchet, Claudine. Les Druides : science & philosophie, Guy Trédaniel editorial, 2011, ISBN 2-813-20313-0
- Kruta, Venceslas. Les Celtes, Histoire et Dictionnaire, Gallimard, coll. « Bouquins », París, 2000 ISBN 2-7028-6261-6
- Lajoye, Patrice. Des Dieux gaulois. Petits essais de mythologie, Archaeolingua, Budapest, 2008.
- Persigout, Jean-Paul. Dictionnaire de mythologie celte, Éditions du Rocher, Mònaco, 1985 ISBN 2-268-00968-8

Obra de divulgació amb alguns errors.
- Roth, Georges. Cûchulainn, héros légendaire de l'Irlande.  Spézet: Coop Breizh, novembre 1995. ISBN 2-909924-54-8.

Relat sintètic de la gesta de Cú Chulainn.
- Sterckx, Claude. Mythologie du monde celte, Marabout, octubre 2009 ISBN 978-2-501-05410-2
- Wood, Juliette. Le livre de la sagesse celte, éditions Gründ pour l'édition française 2001 ISBN 2-7000-3109-1 (edició original 2000 per Duncan Baird Publishers, Londres, sota el títol. The Celtic book of living and dying)

### Mitologia comparada
- Hollard, Dominique; Gricourt, Daniel. Cernunnos le dioscure sauvage. Recherches sur le type dionysiaque chez les Celtes, Éds. de l'Harmattan, 2010
- Jouët, Philippe. Aux sources de la mythologie celtique, Yoran embanner, Fouesnant, 2007, ISBN 978-2-914855-37-2
- Jouët, Philippe. L'Aurore celtique dans la mythologie, l'épopée et les traditions, Yoran embanner, Fouesnant, 2007, ISBN 978-2-914855-33-4
- Sergent, Bernard. Celtes et Grecs I. Le livre des héros, Payot, París, 1999 ISBN 2-228-89257-2
- Sergent, Bernard. Celtes et Grecs II. Le livre des dieux, Payot, París, 2004 ISBN 2-228-89926-7

### Mites, folklore, contes
- Brekilien, Yann. La Mythologie celtique.  Mònaco: éditions du Rocher, desembre 1993. ISBN 2-268-01631-5.

Obra de divulgació que conté, però, alguns errors i sobretot molt de folklorisme.

### Mitologia i religió
- Brunaux, Jean-Louis. Les Religions gauloises, Nouvelles approches sur les rituels celtiques de la Gaule indépendante, Errance, París, 2000 ISBN 2-87772-192-2
- Brunaux, Jean-Louis. Guerre et religion en Gaule, Errance, París, 2004, ISBN 2-87772-259-7
- Brunaux, Jean-Louis. Les Druides, des philosophes chez les Barbares.  París: éditions du Seuil, setembre 2006. ISBN 2-286-02631-9.

Estudi dels druides gals exclusivament a partir d'antigues fonts literàries grecoromanes. No hi ha connexió amb les fonts insulars britòniques i irlandeses.
- De Vries, Jan. La Religion des Celtes, Payot, París, 1963 ISBN 2-228-88026-4

Primera edició el 1948, contingut superat pels darrers estudis.
- Deyts, Simone. Images des dieux de la Gaule, Errance, París, 1992, ISBN 2-87772-067-5
- Duval, Paul-Marie. Les Dieux de la Gaule.  París: éditions Payot, febrer 1993. ISBN 2-228-88621-1.

Reedició millorada d'una obra publicada originalment el 1957 als PUF. Paul-Marie Duval distingeix la mitologia gal·la celta del sincretisme causat per la civilització gal·loromana.
- Guyonvarc'h, Christian-J. Magie, médecine et divination chez les Celtes, Bibliothèque scientifique Payot, París, 1997 ISBN 2-228-89112-6
- Guyonvarc'h, Christian-J. et Le Roux, Françoise. La Civilisation celtique, Ouest-France Université, coll. « De mémoire d'homme : l'histoire », Rennes, 1990 ISBN 2-7373-0297-8
- Guyonvarc'h, Christian-J. et Le Roux, Françoise. Les Druides, Ouest-France Université, coll. « De mémoire d'homme : l'histoire », Rennes, 1986 ISBN 2-85882-920-9
- Guyonvarc'h, Christian-J. et Le Roux, Françoise. Les Fêtes celtiques, Ouest-France Université, coll. « De mémoire d'homme : l'histoire », Rennes, 1995 ISBN 978-2-7373-1198-7
- Hatt, Jean-Jacques. La Tombe gallo-romaine : recherches sur les inscriptions et les monuments funéraires gallo-romains des trois premiers siècles de notre ère (suivi de). Les Croyances funéraires des Gallo-romains d'après la décoration des tombes, Picard, 1986
- Hatt, Jean-Jacques. Les Celtes et les Gallo-Romains, Nagel, 1970
- Hatt, Jean-Jacques. Mythes et dieux de la Gaule. 1, Les Grandes divinités masculines, Picard, 1989
- Hatt, Jean-Jacques. Mythes et dieux de la Gaule. 2

Obra Inacabada, completada després de la seva defunció, consultable en línia a jeanjacqueshatt.free.fr
- Hily, Gaël. Le Dieu celtique Lugus, Éditions TIR-CRBC, Rennes, 2012 ISBN 978-2-917681-18-3
- Sterckx, Claude. Essai de dictionnaire des dieux, héros, mythes et légendes celtes, Société Belge d'Études Celtiques, Brussel·les, 3 tomes parus, 1998, 2000 et 2005 ISBN 2-87285-063-5, ISBN 2-87285-077-5 et ISBN 2-87285-102-X
- Sterckx, Claude. Essai de dictionnaire des dieux, héros, mythes et légendes des Celtes (vol. 1), Brussel·les, S.B.E.C., 1998
- Sterckx, Claude. Taranis, Sucellos et quelques autres. Le dieu souverain des Celtes, de la Gaule à l'Irlande, Mémoires de la Société Belge d'Études Celtiques, 22-24, Brussel·les, 3 tomes, 2005 ISBN 2-87285-104-6
- Sterckx, Claude. Éléments de cosmogonie celtique', éditions de l'Université de Bruxelles, Brussel·les, 1986, ISBN 2-8004-0900-2.
- Vendryes, Joseph. La Religion des Celtes, Coop Breizh, Spezet, 1997, ISBN 2-909924-91-2

## En anglès
- Backhouse, Janet. The Lindisfarne Gospels, British Library Press, Londres, 1995
- Byrne, Francis John. Irish Kings and High-Kings. Batsford, London, 1973 ISBN 0713458828
- Carmichael, Alexander. Carmina Gadelica Hymns and Incantations, Floris Books, Edimburg, 1992
- Chadwick, Nora. The Druids, University of Wales Press, Cardiff, 1997
- Charles-Edwards, T. M. Early Christian Ireland, Cambridge University Press, 2000, ISBN 0521363950, ISBN 9780521363952
- Clancy, Thomas et Markus, Gilbert. Iona : The earliest poetry of a celtic monastery, Edinburgh University Press, Edimburg, 1995
- Collis, John. The Celts: origins, myths & inventions.  ISBN 0752429132
- MacKillop, James. Dictionary of Celtic Mythology, Oxford University Press, Oxford, 1998 ISBN 0-19-280120-1
- Olmsted, Garrett S. The Gods of the Celts and the Indo-Europeans, Archaelolingua, Budapest, 1994 ISBN 963-8046-07-4

## En altres llengües
- d'Arbois de Jubainville, Henri. El ciclo mitológico irlandés y la mitología céltica (en castellà). Traducció: Santiago, Alicia.  Barcelona: Edicomunicación, S.A., 1986. D.L. B-26337-1986. ISBN 84-7672-048-3.
- De Toro, Suso. El pueblo de la niebla. Un viaje en el tiempo por la cultura celta. (en castellà).  Madrid: Grupo Santillana, maig 2000. DL M. 16117-2000. ISBN 84-03-09197-4.
- Green, Miranda Jane. Mitos celtas (en castellà). Traducció: Pérez, Ana.  Madrid: Ediciones Akal, 1995. DL M. 15218-1995. ISBN 84-460-0472-0.
- Ross, Anne; Garland, Roger; Sibbick, John. Mitologia cèltica. Druides, déus i herois. Traducció: Fontcuberta, Joan. 2a ed.  Barcelona: Editorial Barcanova, 1990. D.L. M-25641-1990. ISBN 84-7533-375-3.

## Textos mitològics
- Anònim. La Rafle des vaches de Cooley (Táin Bó Cúailnge) (en francès).  París: L'Harmattan, febrer 1997. ISBN 2-7384-5250-7.

Un dels textos més importants i més llargs de la mitologia celta, traduït de l'irlandès, presentat i anotat per Alain Deniel.
- Anònim. Le Dialogue des deux sages (Immacallam in da thuarad) (en francès).  París: Bibliothèque scientifique Payot, febrer 1999. ISBN 2-228-8921-4-9.

Text presentat i anotat per Christian-J. Guyonvarc'h, va d'un diàleg entre dos druides d'alt rang.
- Anònim. Les Quatre Branches du Mabinogi et autres contes gallois du Moyen Âge (en francès).  París: Gallimard, coll. « L'Aube des peuples », octubre 1993. ISBN 2-07-073201-0.

El Mabinogion traduït del gal·lès mitjà, presentat i anotat per Pierre-Yves Lambert. Són textos essencials de la mitologia celta britònica i de la Matèria de Bretanya (aparició de la llegenda artúrica).
- Anònim. Early Irish Myths and Sagas (en anglès). Traducció: Jeffrey Gantz.  Londres: Penguin Books, coll. « Classics », 1981. ISBN 978-0-140-44397-4.

Escrites per primer cop al segle viii, aquestes primeres històries irlandeses representen un món molt més antic: en part mite, en part llegenda i en part història.
- Lebor Gabála Érenn

## Novel·la històrica
- Cornwell, Bernard. El rey del invierno (en castellà). Traducció: Cardeñoso, Concepción.  Barcelona: Edhasa, 2015 (Crónicas del señor de la guerra, I). ISBN 8435062929.
- Lawhead, Stephen R. Mano de plata (en castellà). Traducció: Vázquez, María José.  Barcelona: Timun Mas, 1993 (La canción de Albión, II). ISBN 8448030028.
- Lawhead, Stephen R. Taliesin (en castellà). Traducció: Gallart, Gemma.  Barcelona: Timun Mas, 1993 (Ciclo Pendragón, I). ISBN 8448036271.
- Whyte, Jack. La piedra y la espada (en castellà). Traducció: Aira, César.  Barcelona: Editorial EMECÉ, 1998 (Crónicas de Camelot, I). ISBN 8478883843.